# Sibopathes gephura
Sibopathes gephura är en korallart som beskrevs av van Pesch 1914. Sibopathes gephura ingår i släktet Sibopathes och familjen Cladopathidae. Inga underarter finns listade i Catalogue of Life.